# حاجی‌آباد (خرم‌بید، شمال)
حاجی‌آباد (خرم‌بید، شمال)، روستایی از توابع بخش مرکزی شهرستان خرم‌بید در استان فارس ایران است.

## جمعیت
این روستا در دهستان خرمی قرار دارد و براساس سرشماری مرکز آمار ایران در سال ۱۳۸۵، جمعیت آن ۱۲۳ نفر (۳۱خانوار) بوده‌است.